# 海斯鎮區 (明尼蘇達州斯威夫特縣)
海斯鎮區（英語：Hayes Township）是位於美國明尼蘇達州斯威夫特縣的一個行政鎮區。

## 歷史
海斯鎮區於1877年成立，得名自第十九任美國總統拉瑟福德·伯查德·海斯（Rutherford Birchard Hayes）。

## 地方資料
海斯鎮區的面積為92.92平方千米，當中陸地面積為89.66平方千米，而水域面積為3.26平方千米。根據2020年美國人口普查的數據，當地共有人口223人，而人口密度為每平方千米2.4人。